# طرفة عين (فلم)
طرفة عين (بالإنجليزية: Blink) هو فيلم أمريكي من فئة التشويق والسوداوية الجديدة، بطولة مادلين ستو وأيدان كوين وإخراج مايكل أبتيد.
رشح المخرج مايكل أبتيد لجائزة الكرة الكريستالية في مهرجان كارلوفي فاري السينمائي الدولي، ورشح كاتبة السيناريو دانا ستيفينز لأفضل سيناريو في جوائز إدغار ألان بو.
اشتركت في الفيلم الممثلة لوري ميتكالف الحائزة على جائزة إيمي. وظهر في الفيلم أيضاً فرقة الروك «ذا دروفرز» بشخصياتهم الواقعية، وبثلاث أغاني في الموسيقى المرافقة.
وشخصية بطلة الفيلم هي عازفة كمان ضمن الفرقة، وصورت بعض المشاهد في شيكاغو في ولاية إيلينوي الأمريكية.

## القصة
إيما برودي موسيقية شابة فقدت بصرها منذ أكثر من عشرين سنة. وأجرت عملية جراحية استعادت بصرها، لكنها عانت في البداية من تأثير روية ومضات، جعلتها غير متأكدة مما ترى. ذات ليلة تستيقظ على صوت ضوضاء في الشقة أعلى شقتها. وبالنظر خارج الشقة تري شبح شخص ينزل السلالم. وتتصل بالشرطة وتخشى أن جارتها قتلت. لكن من غير المؤكد ما إذا كان بصرها الجديد قد خدعها. ويبدأ القاتل في تعقبها.

## روابط خارجية
- مقالات تستعمل روابط فنية بلا صلة مع ويكي بيانات